# مارك جونسون (لاعب كرلنغ)
مارك جونسون (بالإنجليزية: Mark Johnson)‏ هو لاعب كرلنغ أمريكي، ولد في 6 سبتمبر 1958 في والا والا في الولايات المتحدة.

## وصلات خارجية
- مارك جونسون على موقع الاتحاد الدولي للكرلنغ (الإنجليزية)